# 胜利街道 (德惠市)
胜利街道，是中华人民共和国吉林省长春市德惠市下辖的一个乡镇级行政单位。

## 行政区划
胜利街道下辖以下地区：
和平社区、曙光社区、前进社区、元宝社区、兴盛社区和清华社区。